# 天王洲オーシャンスクエア
天王洲オーシャンスクエア（てんのうずオーシャンスクエア）は、東京都品川区東品川の天王洲アイルの一角にある高層ビル。建設当時の名称は、天王洲郵船ビルであったが、2019年3月1日に現在の名称に変更された。もともと日本郵船が建設したビルであるが2017年に売却されており日本郵船とは関係がなくなっていた。

## 概要
ビル内は、オフィスが主体であるが下層階には飲食店など（ショッピングプラザ NAGI）も入居している。

## 入居企業
- マーザ・アニメーションプラネット本社
- ネスレ日本 東京コマーシャルオフィス
- ニチモウ本社

過去の入居企業
- 日本軽金属ホールディングス（2019年にアーバンネット内幸町ビルに移転）

## 大型店舗
- まいばすけっと 天王洲アイル店

## アクセス
- 東京臨海高速鉄道りんかい線・東京モノレール羽田線 天王洲アイル駅より徒歩1 - 2分程度
- 品川駅より都営バス（品96系統）の『天王洲アイル』バス停、または都営バス・品98系統『新東海橋』下車　各バス停より徒歩1 - 2分程度